# Vicario general

Modelo de escudo de armas de los vicarios generales.

El vicario general es, dentro de la jerarquía de la Iglesia católica, un auxiliar del obispo en su diócesis, nombrado por este y que le ayuda en el gobierno de ésta. Sus funciones varían, pues depende de la voluntad del obispo. En algunas diócesis, su obispo auxiliar, puede ser vicario general, aunque también en otras pueden ser todos sus obispos auxiliares, de acuerdo a la cantidad de habitantes que tenga la misma, a su vez, los mismos vicarios generales pueden ser especializados en diversas temáticas, como Pastoral y Movimientos Eclesiales. Un segundo tipo de vicario general, es el de Pastoral, debiendo asumir esta tarea, tanto los obispos auxiliares, como sacerdotes nombrados por el obispo diocesano. En ausencia o vacancia por muerte o traslado de Diócesis, e incluso por cualquier incapacidad o renuncia del titular, el vicario general suple la tarea de este último, incluso si este es uno de sus obispos auxiliares o un cura nombrado por el obispo diocesano, bajo el título de administrador apostólico, nombrado por la Santa Sede o diocesano, si corresponde al Colegio de Consultores.
Casos excepcionales son el vicario general de Su Santidad para la diócesis de Roma y el vicario general de Su Santidad para la Ciudad del Vaticano, que actúan en nombre del papa, siempre son cardenales y tienen todas las funciones propias de un obispo diocesano.
- Datos: Q1044528
- Multimedia: Vicars general / Q1044528